# ルーク・ハワード

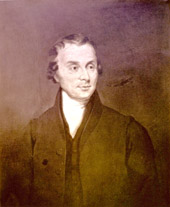
ルーク・ハワード

ルーク・ハワード（Luke Howard, 1772年11月28日 - 1864年3月21日）は、イギリスの化学薬品製造者でアマチュアの気象学者。雲形の分類法を考案したことで知られる。

## 生涯
ハワードは1772年に、ロンドンで信心深いクエーカー教徒の両親との間の最初の子供として生まれた。オックスフォードの近くのクエーカー学校を卒業の後、薬剤師となった。彼は、マンチェスター近くの薬屋に7年間勤めた後。ロンドンに戻って、1796年にウィリアム・アレン（William Allen）と一緒に製薬会社を始めた。この事業は後にハワーズ・アンド・サンズとして知られる工業薬品・医薬品会社として成功した。彼は1864年3月21日にイギリスのトッテナムの病院で死去した。

## 業績

### 雲形の定義
ハワードと彼の共同事業者ウィリアム・アレン（William Allen）は、アスケジアン学会と呼ばれた小さな哲学グループを作った。ハワードは1802年12月のアスケジアン学会の会合で、「雲の変形に関する試論」という題で講演し、雲形の体系的な分類法を提案した。彼はその雲形を区別するのに巧妙にも伝統的なラテン語を用いた。このラテン語を用いた体系的な雲形の分類法は世界的に広まることとなった。この雲形の基本はシーラス（巻雲）、キュムラス（積雲）、ストレイタス（層雲）、ニンバス*（雨雲）である。この分類法は、18世紀のスウェーデンの博物学者カール・フォン・リンネによる植物界と動物界の適切で秩序立った命名法を参考にしており、雲の構造に応じた分類を意図していた。各々の雲形の名前は雲の様態によって注意深く定められており、植物界と動物界の分類方法と同様にその永続性を意識して作られていた。この雲の分類法に関する彼の論文は、1803年にThe Philosophical Magazine 誌にも発表された。
ハワードによる雲形の基本的な定義は以下の通りである。
- 「巻雲（cirrus）」はラテン語の「髪の房」に由来し、平行な、あるいは曲がった、あるいは拡散している繊維状のもので、あらゆる方向、あるいは全ての方向に伸長可能である。
- 「積雲（cumulus）」はラテン語の「積み重なった塊」に由来し、凸状や円錐形の塊で水平な基礎から盛り上がっている。
- 「層雲（stratus）」は「層」に由来し、広く伸びた、連続した水平な薄板状のもので、下から上に向かって盛り上がっている。
- 「雨雲（nimbus[注 1]）」は「雨」に由来し、雨を降らせる単独の雲、もしくは複数の雲の集合。それは、水平な薄板状であり、積雲が側面や下から入ってくるが、その上に巻雲が拡がる。

### ロンドンの気候
1818年と1819年に、ハワードはこの種の研究の最初となる「ロンドンの気候」という2巻からなる本を発表した。この本でハワードは、都市大気汚染の気象に及ぼす影響を調査した。この調査で、後のヒートアイランド現象（産業と都市の構成物が熱放射によって局地的な気象変化を引き起こす現象）を初めて指摘した。

## その後の影響
ハワードによる「構造によって雲を定義する」という体系的な命名手法とラテン語による名前は、1887年にイギリスの気象学者ラルフ・アバークロンビーとスウェーデンの気象学者ヒューゴ・ヒルデブランソンによって採用され、拡張されて国際的な標準になった。この雲形の基づいて国際雲図帳が作成された。そして1929年に国際気象委員会が最終的に採用した雲の分類法の基礎となった。
ハワードによる雲形の分類は、それまでの画家の雲に対する見方を変えた。ロマン派画家の巨匠であるドイツのカスパール・ダビッド・フリードリヒ、イギリスのジョセフ・M・W・ターナー、ジョン・コンスタブル、アメリカの風景画トーマス・コール、フレデリック・チャーチ、ジョージ・イネスの空の絵の描き方にも影響を与えたと言われている。